# Palazzo Zuckermann
Palazzo Zuckermann è un imponente edificio padovano, che si trova in Corso Garibaldi n. 33, in contiguità con l'edificio delle Poste Centrali.
Per più di vent'anni una parte dei suoi locali è stata adibita a Posto Telefonico Pubblico. Attualmente fa parte del complesso dei Musei Civici di Padova ed ospita al piano terra e al primo piano il Museo di Arti Applicate. Il secondo piano è invece sede del nuovo allestimento del Museo Bottacin.

## Storia
Risale ai primi anni del novecento la modifica del sistema viario urbano di Padova, con l'apertura del "rettifilo" che collega il centro della città con la stazione ferroviaria. Il piano regolatore edilizio approvato nel 1868 prevedeva l'espansione urbanistica verso nord rispetto al centro storico, con demolizioni e ricostruzioni degli edifici che allora seguivano la curva del canale navigabile, attualmente interrato, e che avrebbero fatto spazio all'ampio rettilineo destinato a diventare l'arteria principale della città. Oggi il rettilineo prende il nome di Corso Garibaldi e, più a nord, di Corso del Popolo. Su questa arteria principale si sarebbero affacciate nuove costruzioni in scala architettonica dominante rispetto a quelle preesistenti: le loro facciate scenografiche e le dimensioni monumentali avrebbero dovuto conferire alla città una immagine di maggior rappresentanza e di progresso.
Progressista era il committente dell'edificio, il cavalier Enrico Zuckermann, che era titolare della Zedapa, azienda di minuterie metalliche. La Zedapa, che si trovava nei pressi della stazione ferroviaria, era un'industria all'avanguardia dal punto di vista tecnologico; Zuckermann si era reso famoso anche per la tipologia innovativa del contratto di lavoro: in aggiunta alla paga base dei dipendenti, tale contratto prevedeva infatti un premio in caso di aumento degli utili dell'azienda.
Nel 1912 l'imprenditore inoltrò agli uffici tecnici comunali la domanda per la costruzione proprio in concomitanza con l'inizio dei lavori per l'attiguo palazzo delle Poste. Gli ingegneri Gino Farini e Alessandro Peretti, autori rispettivamente dei due progetti, avevano sottoscritto un accordo preliminare per delimitare rigorosamente i confini e per evitare che la convivenza fianco a fianco delle due ditte costruttrici ostacolasse l'avanzamento dei lavori. L'edificio, costruito tra il 1912 e il 1914 su disegni dell'architetto milanese Filippo Arosio, fu portato a termine dall'impresa padovana Benetazzo. In un primo momento l'opinione pubblica cittadina non ritenne opportuno esprimersi sull'opera, in quanto proprietà privata di un non concittadino; una volta ultimata, tuttavia, la costruzione fu elogiata dalla stampa per l'eleganza delle decorazioni esterne, per la luce che gli interni ricevevano dalle numerose finestre e per la signorilità dell'insieme.

## Architettura dell'edificio
Il palazzo si presenta come un blocco di tipo ottocentesco, ma la facciata presenta un'abbondanza di elementi neoclassici, voluti espressamente dal committente in funzione monumentalistica, e una serie di richiami allo stile liberty in voga nell'epoca.
Dall'entrata principale al piano terra si può accedere al cortile nel quale sono presenti resti delle vecchie mura della città. Attraverso una scala in marmo di Carrara, illuminata da un ampio lucernario e da una vetrata a tre archi, si accede al piano nobile che ospita il Museo di Arti Applicate. Attraverso una scala più piccola si raggiunge il secondo piano e il Museo Bottacin.
Il sottotetto è adibito attualmente a magazzino e presenta alle pareti una serie di pitture murali che rappresentano scene di attività sportive, eseguite da un gruppo di militari statunitensi. Nell'immediato dopoguerra gli ambienti erano stati infatti a disposizione dell'esercito americano che li aveva adibiti a palestra, oltre ad aver installato una stazione radio sul terrazzo dell'edificio.
Nel 1953 il palazzo fu acquistato dal Ministero delle Poste e Telecomunicazioni, che vi collocò gli uffici dell'Azienda Telefonica di Stato. Nel 1985 andò in uso alle Poste e Telegrafi e fu oggetto di un approfondito restauro, prima dell'attuale destinazione a museo.

## Museo di Arti Applicate
Il museo custodisce più di duemila opere d'artigianato artistico, dal medioevo all'età contemporanea.
Sono di particolare interesse le collezioni di ceramiche, risalenti al Cinquecento, e gli arredi, con mobili intarsiati del Settecento. Sono esposti anche oggetti d'uso quotidiano, come i capi d'abbigliamento maschile e femminile del Settecento e Ottocento, con vari accessori e i gioielli.

## Il Museo Bottacin
Il museo custodisce le collezioni donate nel 1865 dal numismatico Nicola Bottacin. Sono esposte monete greche, monete e medaglioni romani e bizantini; il percorso storico prosegue con le monete dell'epoca medievale, fino al Rinascimento, all'Italia e ai nostri giorni. Particolarmente curata la sezione riguardante l'emissione di monete nell'area veneta e la medaglistica con opere di Giovanni Cavino.
Tra le opere d'arte esposte vi sono dipinti e sculture, tra cui è di rilievo il Busto del doge Paolo Renier del Canova; sono presenti anche armi antiche e cimeli dell'arciduca Massimiliano d'Asburgo, amico del Bottacin.